# ドローソフト

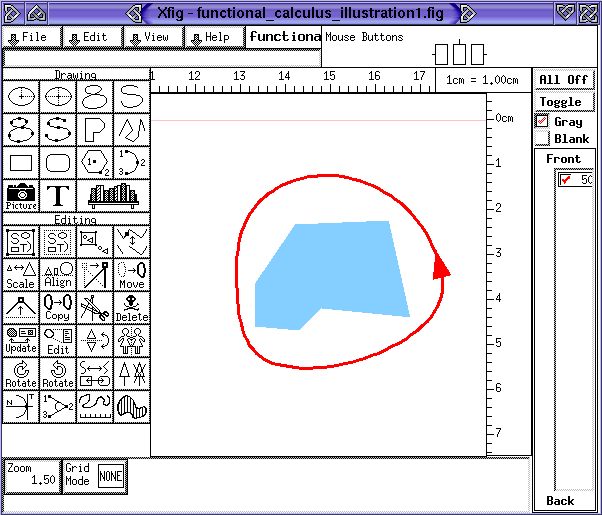
Xfig

ドローソフト（英: drawing software）は、主にベクタ形式の画像を製作するグラフィックソフトウェアである。ベクターグラフィックスエディタ（英: vector graphics editor）、ドロー系ソフトとも。

## 概要
主にマウスなどポインティングデバイスを用いて、コンピュータ上で画像を描く2次元コンピュータグラフィックスのアプリケーションで、内部表現をベクタ形式としているところに特徴がある。
また、MacDrawやSuperDrawなどの初期のドローソフトは、OSの描画機能をそのまま利用しているため、座標単位が粗く自由曲線が描けないなどの問題があった。Adobe IllustratorやCorelDRAW、Macromedia FreeHandなど、DTP向けの高精度の出力を目的としたソフトウェアが登場することにより解決された。これらのソフトウェアはPostScriptに採用された3次ベジエ曲線の技術を応用している。

## 歴史
ベクタ形式による描画機能はCADソフトが先行していたが、構造計算を行い設計を支援するためのソフトウェアであり、WYSIWYGによる自由な描画機能を期待できるものではなかった。1985年にMacDrawが販売され、ついで多くのドローソフトがMacintosh上で開発された。1987年にDTP出力を目的としたAdobe Illustratorが発表されたのを皮切りに、翌年にAldus FreeHand（後のMacromedia FreeHand）、1989年にCorelDRAWなどが発売され、ドローソフトの主流になった。一方、Web上のベクタ画像の標準であるSVGがW3Cにより策定されると、SVGの出力を目的としたKIllustrator（Adobeとの商標権の問題によりkontourに改名）やSodipodi、Inkscapeなどが主にオープンソースにおいて次々に誕生していった。

## 隣接するジャンル
ドローツールを備えたソフトウェアは必ずしもドローソフトとは限らない。
例えばワープロソフトであるPagesはドロー機能を持っており、簡易ドローソフトとしても利用できる。DTPソフトの代表格であるQuarkXPressはバージョン4以降、簡単なページ修飾を目的としたドローツールを追加した。また、一度限りのチラシやパンフレット程度であれば、専門のソフトウェアを使用するよりドローソフトで作成した方が簡単な場合もある。
一方、ドローソフトはダイアグラムの編集にも応用されることが多いが、Microsoft VisioやOmniGraffle、Diaなどの強力なダイアグラム機能を搭載したソフトに比べると自動描画機能が劣る。また、Microsoft Wordなどのワープロソフトはダイアグラムの作成に供するためにドローツールを持たせることが多い。Microsoft PowerPointやMicrosoft ExcelのドローツールはWordに比較し安定しているためドローソフトの代替として多用されている。
CADソフトはドローソフトと互いに影響を与えながら、WYSIWYGによるドローツールを強化してきている。3DCGソフトウェアもまた2Dのドローソフトの延長線上にある。
ドローソフト自体の普及率は決して高いとはいえないが、ドローツールの機能は数多くのコンピュータユーザーに浸透していると言える。

## 名称
ドローソフトはドロー系ソフトとも呼ばれる。これはMacintosh初期のグラフィックソフトであったMacDrawを由来とすることによる。道具としての使いやすさを強調するときや、ワープロなど他のアプリケーションソフトの一部機能として使うときには、ドローツールとも呼ばれる。

## ラスターグラフィックスエディタとベクターグラフィックスエディタ
ラスターグラフィックスエディタ（ペイントソフト）はよくベクターグラフィックスエディタ（ドローソフト）と対比され、両者の能力は互いに補い合うものである。
ベクターグラフィックスエディタはグラフィックデザイン、レイアウト、タイポグラフィ、ロゴタイプ、鋭角的な芸術的イラストレーション（カートゥーン、クリップアート、複雑な幾何学模様など）、テクニカルイラストレーション、ダイアグラム、フローチャートなどにより適している。
ラスターグラフィックスエディタはリタッチ、写真加工、写真のようにリアルなイラストレーション、コラージュ、そしてペンタブレットを用いた手描きのイラストレーションにより適している。今日の多くのイラストレーターはPainterやPhotoshopを用いてありとあらゆるイラストレーションをこなす。
PhotoshopやPaint Shop Pro、GIMPなどのラスターグラフィックスエディタの最近のバージョンはベクタ系の機能（編集可能なパスのような）もサポートしており、またCorelDRAWやAdobe Illustratorのようなベクターグラフィックスエディタも徐々にラスタ系のソフトウェアにしかなかった機能（ぼかしなど）やアプローチを取り入れるようになってきている。

## 代表的なドローソフト

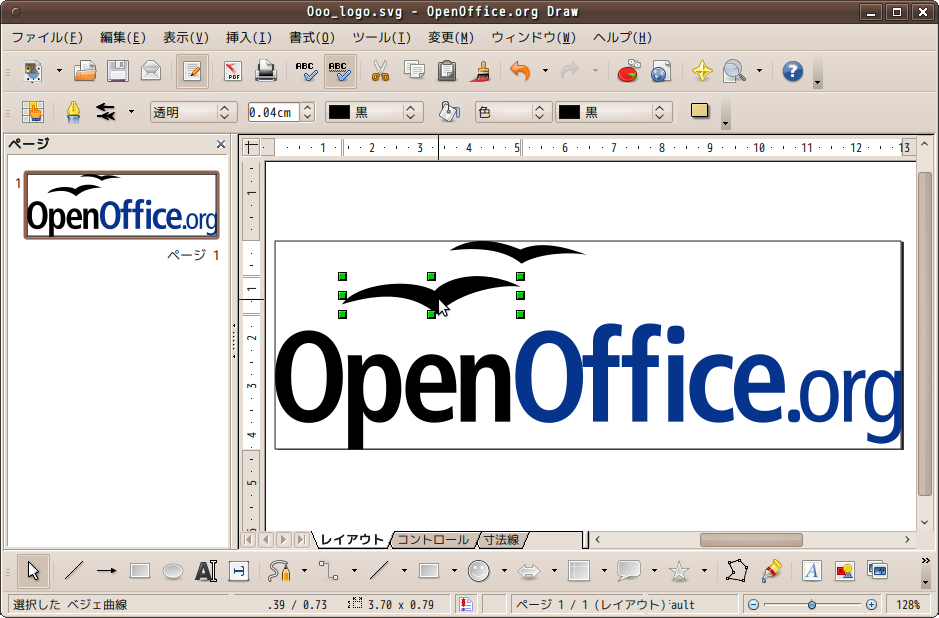
OpenOffice.org Draw

様々なドローソフトが提供されている。以下はその一例である：
- Adobe Illustrator - 印刷・デザイン業界では圧倒的なシェアを持つ、事実上の業界標準
- Affinity Designer
- CorelDRAW - Windows系ドローソフトの代表。
- Inkscape - オープンソースのドローソフト。クロスプラットフォームだが、主にLinuxで使用される。
- 花子 - ジャストシステム社の総合グラフィックスアプリケーション。
- Canvas
- Microsoft Visio - Microsoft Officeシリーズの作図ソフト
- OmniGraffle - 作図ソフト
- Dia - 作図ソフト
- OpenOffice.org Draw - OpenOffice.orgの作図ソフト。開発終了
  - Apache OpenOffice Draw - OpenOffice.org Drawの後継
  - LibreOffice Draw - OpenOffice.org Drawの後継

### 過去のソフトウェア
- Adobe Fireworks
- MacDraw
- Macromedia FreeHand
- クラリスインパクト
- Micrografx Designer

## 参考資料
- 『入門CGデザイン』　画像情報教育振興協会　2006年11月。ISBN 978-4-903474-12-0